# Расселл, Чарльз Джозеф
Чарльз Джозеф Расселл (англ. Charles Joseph Russell; 5 декабря 1884, Сент-Питерс, Сидней — 15 мая 1957, Темпе, Сидней) — австралийский регбист, чемпион летних Олимпийских игр 1908 года.

## Биография
Расселл участвовал в летних Олимпийских играх 1908 в Лондоне во время турне его сборной. Его команда сыграла единственный матч со сборной Великобритании, который выиграла, и он стал олимпийским чемпионом.
После турне Расселл стал играть в одну из разновидностей регби — регбилиг. Он участвовал в матчах за свою сборную и стал чемпионом Австралии в 1910 году. В 1933 году он стал чемпионом страны уже как тренер.